# دييغو دوريجاراي
دييغو دوريجاراي (مواليد 9 مايو 1992) هو لاعب كرة قدم أرجنتيني يلعب كمهاجم في النادي الإسماعيلي.